# Wilhelm Werrlein
Wilhelm Werrlein (* 19. Mai 1878 in Freiburg im Breisgau; † 4. Juni 1956 in Wolfach) war ein deutscher Jurist und Politiker (BCSV, CDU).

## Leben
Nach dem Abitur am Gymnasium leistete Werrlein zunächst Militärdienst und nahm dann ein Studium der Rechtswissenschaft an der Albert-Ludwigs-Universität Freiburg auf, das er 1903 mit dem Ersten Juristischen Staatsexamen abschloss. Im Anschluss an das Referendariat bestand er 1907 das Zweite Juristische Staatsexamen. Danach praktizierte er als Rechtsanwalt in Triberg im Schwarzwald. Von 1914 bis 1918 nahm er als Soldat am Ersten Weltkrieg teil, zuletzt als Leutnant der Reserve. Seit 1919 war er als Rechtsanwalt in Wolfach tätig. Nach der Machtübernahme der Nationalsozialisten wurde er 1934 in „Schutzhaft“ genommen.
Nach dem Zweiten Weltkrieg trat Werrlein in die BCSV ein, aus der später der badische Landesverband der CDU hervorging. Er gehörte zwischen November 1946 und Mai 1947 der Beratenden Landesversammlung des Landes Baden an.

## Ehrungen
- 1952: Verdienstkreuz am Bande der Bundesrepublik Deutschland